# Bouillargues
Bouillargues – miejscowość i gmina we Francji, w regionie Oksytania, w departamencie Gard.
Według danych na rok 1990 gminę zamieszkiwało 4336 osób, a gęstość zaludnienia wynosiła 275 osób/km² (wśród 1545 gmin Langwedocji-Roussillon Bouillargues plasuje się na 79. miejscu pod względem liczby ludności, natomiast pod względem powierzchni na miejscu 508.).